# ニーノ・ビクシオ級防護巡洋艦
ニーノ・ビクシオ級偵察艦 (イタリア語: Esploratori classe "Nino Bixio") はイタリア海軍の偵察艦（esploratore）の艦級。海外観測筋では偵察巡洋艦として扱われた。

## 来歴
イタリア海軍では、1908年度で偵察艦3隻の建造を計画した。このうち1隻はジュリオ・トルコーネ技術中佐によって設計された偵察艦「クアルト」であり、1909年より建造に入った。一方、残り2隻はジュゼッペ・ロタ技術大佐による設計を採用して建造されることとなった。これが本級である。

## 設計
上記の経緯より、基本的な諸元は「クアルト」に準じているが、常備排水量にして300トン大型化した。一方、ボイラーとしては、「クアルト」では重油専焼缶と多燃種混合缶の混載であったのに対し、本級ではブレキンデン式重油・石炭混焼缶のみの搭載となった。また「クアルト」では4軸推進方式であったのに対して本級では3軸推進、計画出力も25,000馬力に対して22,500馬力と、機関構成は大きく変更された。
もともと計画出力が低かったこともあって「ニーノ・ビクシオ」では計画速力を達成できなかったほか、主機は不調が多かった。「クアルト」は「イタリア海軍で最も成功した艦の一つ」と評されたのに対し、本級の評価ははるかに劣るものとなった。実際、第一次世界大戦のオトラント海峡海戦にマルサーラが参加したものの、故障により戦況に寄与できず終わっている。このことから、1915年から1916年にかけて「マルサーラ」はボイラーを全て重油専焼缶に換装した。
「クアルト」が1939年まで現役だったのに対し、本級は早々に予算削減の対象となり、1927年と1929年に除籍・解体された。

## 装備
兵装は「クアルト」に準じているが、配置は異なるものとなった。艦砲としては、ヴィッカースおよびアームストロング・ホイットワース製の50口径12cm砲をオート・メラーラ社がライセンス生産した砲（Mod.1909）を、防盾の付いた単装砲架と組み合わせて搭載した。艦首甲板に2基を並列配置したほか、中部甲板前方左舷に3番砲、後方右舷に4番砲、そして艦尾甲板に背負式に2基を搭載した。また高角砲としては、やはりヴィッカース社の50口径7.62cm砲をオート・メラーラ社がライセンス生産した砲（Mod.1909）が採用された。
一方、水雷兵器としては、45cm単装水中魚雷発射管2基を搭載した。

## 同型艦
| 艦名                        | 造船所         | 起工          | 進水           | 竣工         | 解体   |
| --------------------------- | -------------- | ------------- | -------------- | ------------ | ------ |
| ニーノ・ビクシオ Nino Bixio | カステラマーレ | 1911年2月15日 | 1911年12月30日 | 1914年5月5日 | 1929年 |
| マルサーラ Marsala          | カステラマーレ | 1911年2月15日 | 1912年3月24日  | 1914年8月4日 | 1927年 |